# دار دبي للأوبرا
دار دبي للأوبرا، هي مركز متعدد الأشكال للفنون المسرحية.
تم إنشاء دار دبي للأوبرا وسط مدينة دبي. تم تطويره من قبل شركة إعمار العقارية لاستضافة مجموعة متنوعة من العروض والفعاليات بما في ذلك المسرح والأوبرا والباليه والحفلات الموسيقية والمؤتمرات والمعارض.
تبلغ مساحتها 650.000 قدم مربع، مربع وتتسع لنحو 2000 شخص بالإضافة إلى الموظفين من إداريين وغيرهم، وتضم منشآت حديثة تشتمل على مكتبتين، ثقافية وموسيقية، ومدرسة موسيقية، ومسرح داخلي وآخر خارجي، وقاعات للفنون والاستقبال والعرض والكواليس، إلى جانب صالات للباليه والحفلات الموسيقية العالمية والفولكلورية الشعبية، ومرسى ليخوت الزوار وفندق فخم ومرافق خدمية وترفيهية، إلى جانب المتحف الشامل ومتحف الفنون.

## تاريخ
قبل إنشاء دابر الأوبرا في وسط دبي، ضم الاقتراح السابق لبناء هذا المركز الثقافي على جزيرة في خور دبي من تصميم زها حديد، وكان من الممكن أن يستوعب دار أوبرا تتسع لـ 2500 مقعد، ومسرح يتسع لـ 800 مقعد، ومعرض فنون بمساحة 5017 مترًا مربعًا (54000 قدم مربع)، ومدرسة للفنون المسرحية، ومدرسة للفنون المسرحية من فئة 6 نجوم. الفندق. تتوفر مواقف مجانية للسيارات ومواقف مدفوعة الأجر لزوار أوبرا دبي. تُعرف مواقف السيارات المدفوعة الأجر باسم مواقف السيارات الخضراء.
في يناير 2015، عينت شركة إعمار جاسبر هوب رئيسًا تنفيذيًا لأوبرا دبي. كان هوب مدير العمليات في قاعة ألبرت الملكية في لندن، وفي 10 أكتوبر 2016 كان حسين الجسمي أول مطرب إماراتي يظهر في دبي أوبرا.
بعد ذلك بوقت قصير، تم عرض المسرحية الموسيقية الناجحة البؤساء الحائزة على جوائز على المسرح لمدة ثلاثة أسابيع في دبي أوبرا.
في عام 2017، استضاف المكان حفل بي بي سي برومز وهو أحد مهرجانات الموسيقى الكلاسيكية في العالم، وكانت هي المرة الثانية على الإطلاق التي تنظم فيها سلسلة الموسيقى الكلاسيكية الأولى في المملكة المتحدة عروضاً لها خارج المملكة المتحدة خلال تاريخها الممتد 112 عامًا، كما تمت استضافة المهرجان مرة ثانية لمدة 4 أيام عام 2019.
بعد ذلك استضافت دار الأوبرا العرض الموسيقي المسرحي «ذا فانتوم أوف ذا أوبرا» والذي كان العرض الاطول لها عام 2019، واستضافته مجدداً عام 2023.

في أقل من 4 سنوات من العمل، فازت دبي أوبرا بعدد من الجوائز بما في ذلك "أفضل أداء مسرحي" في حفل توزيع جوائز تايم أوت دبي لعام 2017 عن المسرحية الغنائية Les Misérables، وجائزة "العرض المفضل" في حفل توزيع جوائز واتس أون دبي لعام 2017 عن المسرحية ذاتها. كما نالت "أفضل أداء مسرحي" في حفل توزيع جوائز تايم أوت دبي للموسيقى والحياة الليلية لعام 2019 عن مسرحية "عطيل"، كما تم تكريم الرئيس التنفيذي لأوبرا دبي جاسبر هوبتم ضمن حفل توزيع جوائز تايم اوت دبي لعام 2019، حيث حصل على جائزة "المساهمة المتميزة" المرموقة.

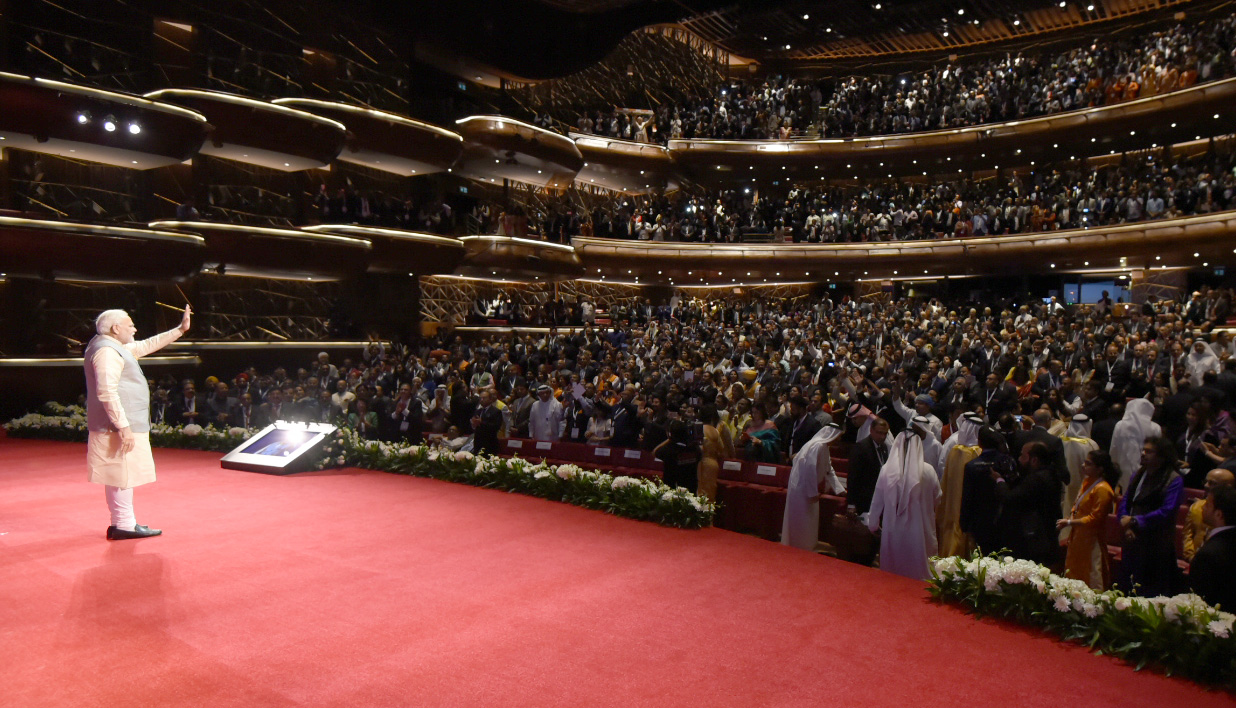
دار دبي للأوبرا من الداخل

اعتبارًا من عام 2023، يشغل المدير الثقافي الإيطالي باولو بتروسيلي منصب رئيس أوبرا دبي.

## أقسام أوبرا دبي
تضم دار أوبرا دبي :
- مسرح داخلي
- مسرح خارجي
- قاعة ومتحف للفنون
- صالة للباليه والحفلات الفلكلورية
- الاستوديو:الذي يتميز بتصاميمه  الداخلية ونظام عزل الصوت .
- ممشى المتنزه (بروميناد):تبلغ مساحة ممشى المتنزه نحو 2,760 متر مربع، على شكل مركب شراعي أمام مبنى دبي أوبرا.
- الحديقة :تطر على نافورة دبي وبرج خليفة،وتتسع لحوالي 700 شخص
- ردهة الدائرة الكبرى التي تطل على  نافورة دبي وتتميز بالثريا المكونة من آلاف المكونات الكريستالية،و التي تدعى سيمفوني.
- فندق ضخم لخدمة زوار أوبرا دبي  .

## البناء
مبنى دبي أوبرا هي جزء من منطقة الأوبرا في وسط مدينة دبي. تم تصميم مركز الفنون المسرحية الذي يتسع لـ 1901 مقعدًا من قبل المصمم المعماري يانوس روستوك من خلال استشاري التصميم المعماري "أتكينز". تمتاز قاعة مسرح دبي أوبرا بقدرة على التحوّل إلى ثلاثة أوضاع؛ من مسرح وإلى قاعة للحفلات الموسيقية، وإلى وضع "الأرضية المسطّحة" لتصبح مأدبة أو قاعة مناسبات. وتتيح هذه المرونة السلسة لدبي أوبرا استضافة مجموعة متنوّعة من العروض والفعاليات بما في ذلك المسرح، والأوبرا، والباليه، والأوركسترا، والحفلات الموسيقية، وعروض الأزياء، والترفيه المباشر، والمؤتمرات، والمعارض الفنية. يتم ذلك باستخدام المصاعد الهيدروليكية وعربات الجلوس لنقل 900 مقعدًا من أصل 2000 مقعدًا، يمكن استخدام المساحة لمناسبات أخرى بينما يتم تخزين المقاعد الإضافية في المرائب الموجودة أسفل المسرح.[8] كما تتميز دار دبي للأوبرا بنظام صوت خالٍ من الميكروفونات ومكبرات الصوت وبمواصفات صوتية ممتازة حيث يصل الصوت إلى جميع الأماكن في القاعة بجودة وكفاءة عالية، ويعود ذلك إلى التصميم الذي يوفر خاصية تضخيم الصوت ليصل إلى جميع الجالسين بنفس القوة والوضوح.
تم تصميم أوبرا دبي لتشبه المركب الشراعي الإماراتي، وهو سفينة شراعية تقليدية، حيث يضم "قوس" الهيكل المسرح الرئيسي للأوبرا والأوركسترا والمقاعد، في حين يحتوي "البدن" المطول على مناطق انتظار ومناطق لإنزال سيارات الأجرة، و وقوف السيارات. كما يضم مطعمًا على السطح يطل على برج خليفة. وتتميز دار الاوبرا دبي بالديكور الخشبي والزجاج واللؤلؤ والأحجار الكريمة المستخدمة في جميع الأسقف والجدران مما يزيد من فخامة البناء.

## منطقة الأوبرا
لقت شركة إعمار العقارية منطقة الأوبرا في وسط مدينة دبي في عام 2013. وبصرف النظر عن أوبرا دبي، منطقة رائدة تواجه برج خليفة ونافورة دبي معارض فنية ومتاحف واستوديوهات تصميم الثقافية الثقافية الأخرى. مجموعة مجموعة فنادق وساحة تجارية ومساحات ترفيهية وأبراج سكنية.

## وصلات خارجية
- الموقع الرسمي